# Corbeau freux
Corvus frugilegus
Pour les articles homonymes, voir Freux.
Espèce
Statut de conservation UICN

 LC  : Préoccupation mineure
Le corbeau freux (Corvus frugilegus), parfois simplement appelé « freux », est l’une des quatre espèces européennes du genre Corvus, de la famille des Corvidae. Les corbeaux freux sont des passereaux omnivores qui nichent en colonies.

Le corbeau de grande taille dénommé C. frugilegus frugilegus au bec prononcé et au plumage noir d'un éclat métallique est commun dans une large bande de territoires depuis l'Europe de l'Ouest jusqu'au plateau de l'Altaï. L'habitat de la deuxième sous-espèce, C. frugilegus pastinator, recouvre l'aire orientale de l’espèce et s'étend jusqu'au Pacifique. Elle est un peu plus petite que le freux occidental, et son plumage tire sur le brun-violet.

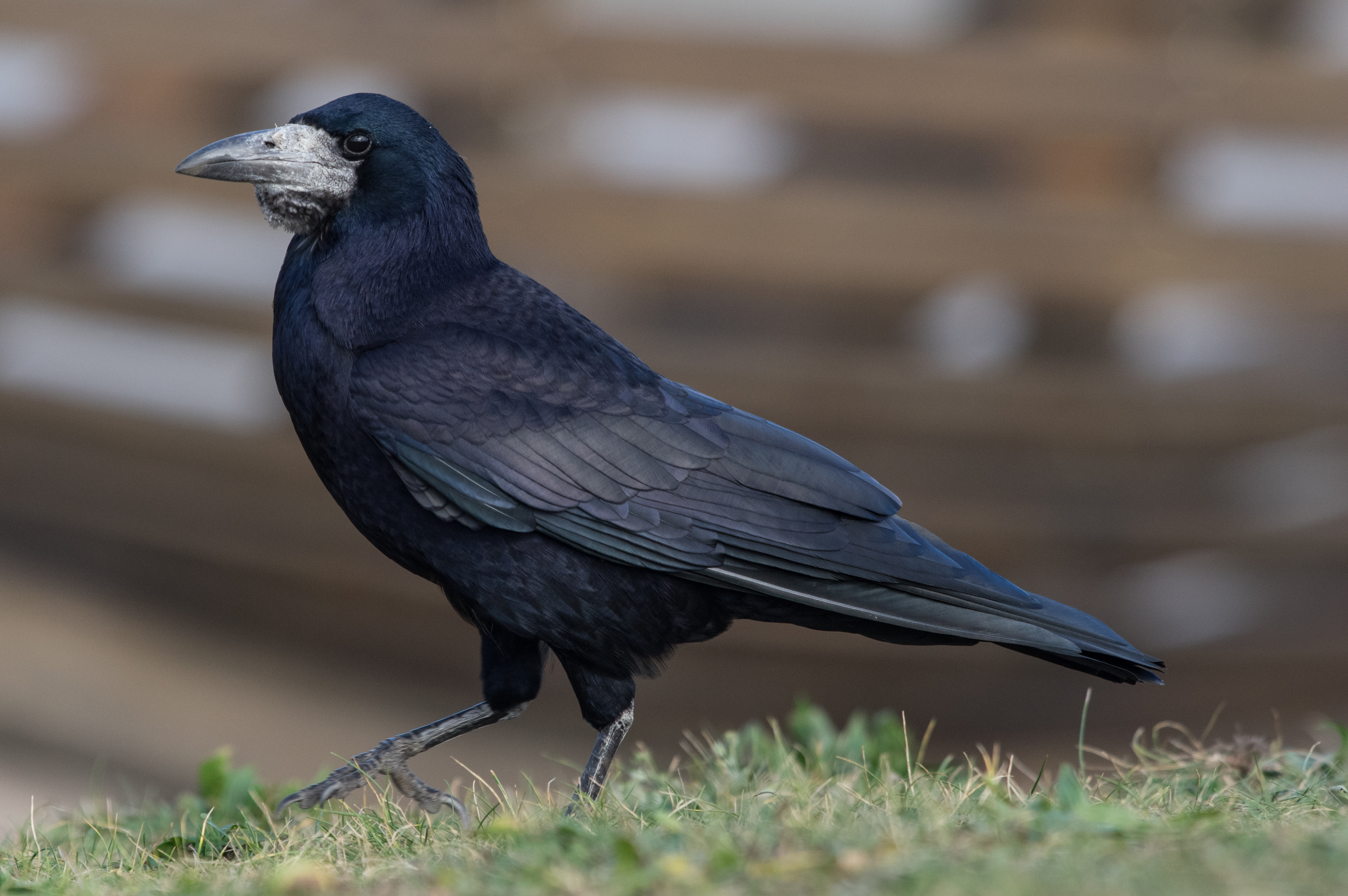
Le corbeau freux a des plumes ventrales pendant en une longue culotte sur les cuisses, ce qui permet de le différencier de la corneille dont la culotte est peu marquée.

## Description
Ce passereau mesure de 41  à   49 cm et pèse de 370  à   545 g pour une envergure de 81  à   94 cm et une longévité de 20 ans. Le freux possède une robe tout à fait caractéristique, mais on peut cependant confondre les oisillons avec les corneilles (C. corone corone) dont la taille est proche. Le plumage des plus grands freux est d'un noir uniforme, avec un éclat légèrement violet-bleuâtre. Selon l'éclairage, la crête et la nuque offrent des reflets verts ou violet métallique. 
La base du bec du freux adulte est dénudée, légèrement creusée et blanchâtre, alors que chez l'oisillon elle est encore duveteuse. Le bec est pointu, légèrement recourbé vers le bas et plus fin que celui de la corneille. En vol, le freux se distingue nettement de la corneille par ses ailes plus larges et plus fortement articulées. Son vol est gracieux, et les coups d'aile sont plus furtifs que chez C. c. corone. Mâle et femelle sont rigoureusement identiques (pas de dimorphisme sexuel) et vivent en colonies (très) bruyantes ; les oisillons atteignent en l'espace de huit mois leur taille adulte.

## Comportement

### Le croassement
On dit que le freux croaille, croasse ou graille. Au plan du comportement social, le corbeau freux est plutôt loquace et use de nombre de « croassements » différents, qu'il est parfois réellement difficile de distinguer de ceux d'une corneille. Le croassement le plus fréquent est « Kah » ou bien « Krah », avec des intonations assez variables ; il est souvent employé comme rituel de reconnaissance entre partenaires. Dans une situation d’agression, le croassement sera plus long et plus aigu : « krèèèèh ». Au printemps en outre, les croassements les plus longs se mêlent d'un roucoulement adouci (kiou, kiou). Les poussins et les oisillons poussent eux-mêmes des cris forts, leurs grincements sont bien audibles. En grandissant, ils en viennent à articuler une ébauche de ce qui deviendra un croassement : « Rrrah ».

### Alimentation et chasse

Corbeau en recherche de nourriture.

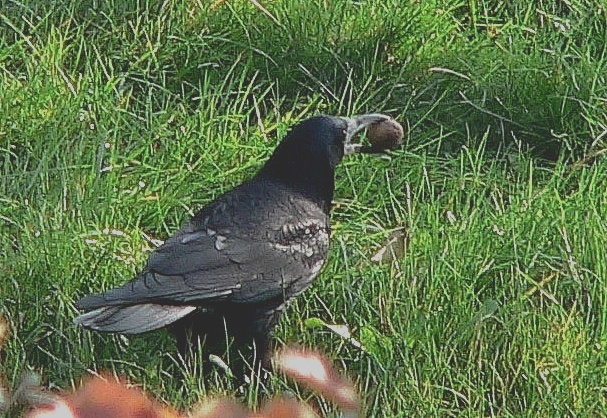
Freux saisissant une noix.

Comme toutes les espèces de corbeaux (Corvus), le freux est omnivore. Bien qu'il préfère la nourriture carnée aux végétaux, ces derniers représentent les deux tiers de son alimentation. Les lombrics, diverses espèces de cousins, les scarabées à leur différents stades de développement (surtout les chenilles et les larves de taupins) ainsi que les gastéropodes sont ses proies favorites. Mais il ne dédaigne pas les mammifères comme le campagnol des champs (les musaraignes) et le campagnol terrestre, voire occasionnellement, mais à vrai dire rarement, de petits oiseaux et leur couvée. L’hiver il peut se rabattre sur les charognes, mais ne peut s'en contenter, concurrencé qu'il est par la corneille noire. En ce qui concerne les végétaux, il consomme des graines de toutes sortes, où cependant les céréales dominent. Il se nourrit aussi de noix et de glands, à moindre échelle de fruits comme les cerises, les prunes et les baies sauvages. L'alimentation des oisillons est pour l'essentiel d'origine carnée mais pas exclusivement.
L'oiseau recherche sa nourriture au sol, en marchant ou en sautillant ; son bec pointu est un outil universel, qui lui permet aussi bien de creuser (pour les graines), de briser (les coquilles), de fouiller (le sol), de piquer (limaces et chenilles) que de sonder le sol. Les insectes sont attrapés au vol par de petits sauts. L'oiseau recherche d'abord la nourriture avec ses yeux. Les graines sont cueillies ou déterrées du sol. Parfois le freux consomme des graines de maïs ou de tournesol car elles s'offrent directement sur la plante. Il ne poursuit pas ses proies, ou seulement quelques instants.
Au cours d'une journée, la matinée est consacrée à la chasse en surface (surface feeding), l'après-midi au sondage du sol (subsurface feeding), et enfin la soirée à l'exploration du reste de la surface (areal feeding).

### Éthologie

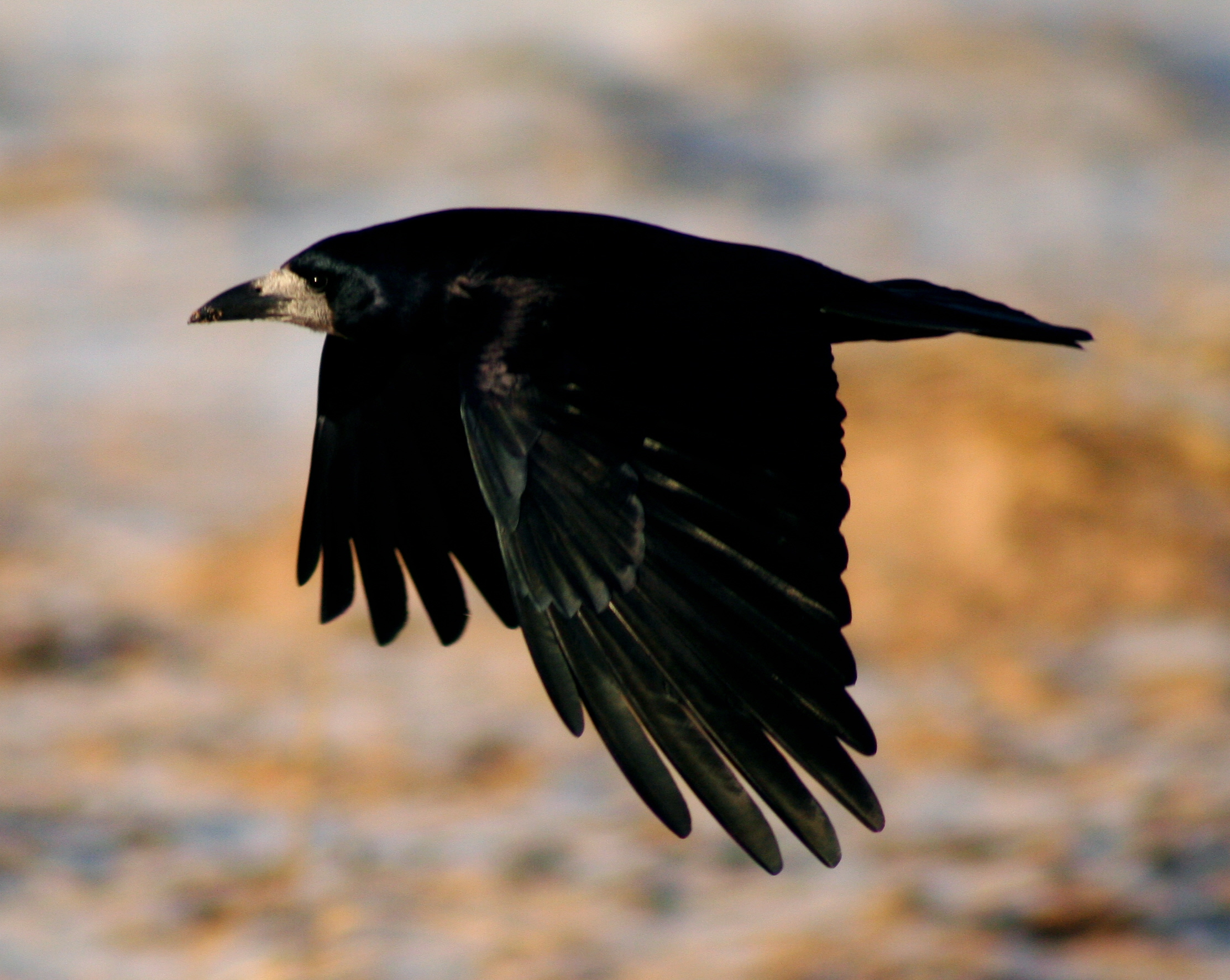
Le corbeau freux en vol.

L'activité diurne du corbeau freux commence environ une heure avant le lever du soleil, et finit très tard, si bien que les individus disposent encore de huit heures pour quêter de la nourriture, même au plus profond de l'hiver. Les freux vivent en bandes, forment même parfois d’importantes colonies. Ils dorment en groupe sur un même arbre. Ils ont développé toute une panoplie de comportements sociaux. Au sol, le freux marche lentement ou sautille sans s'arrêter ; dans les airs il pratique un vol élégant, où se mêlent quelques battements d'aile puissants. Au printemps, on peut souvent observer des virevoltes aériennes et des jeux entre individus d'une même colonie, comme des lâchers d'objet et le rattrapage consécutif par un autre individu, ou la poursuite d'une branche à l'autre. Les structures comportementales sont très variées et très différentes entre deux partenaires d'une part, et les comportements d'une même colonie d'autre part. Les partenaires se saluent par une sorte de parade, où ils maintiennent leurs ailes légèrement relevées. Au cours de la parade nuptiale se succèdent la toilette du plumage, les offrandes de nourriture et des duos de chant, où les deux oiseaux se tiennent assis à une certaine distance l'un de l'autre, la queue déployée. Les rôles des jeunes mâles et des femelles semblent ne se différencier qu'au cours de cette parade rituelle, car le comportement de chaque sexe est encore sujet à variation au début de la première parade. Très souvent les choucas (C. monedula), plus rarement la Corneille noire (C. corone) se joignent l’hiver aux colonies de migration des freux.

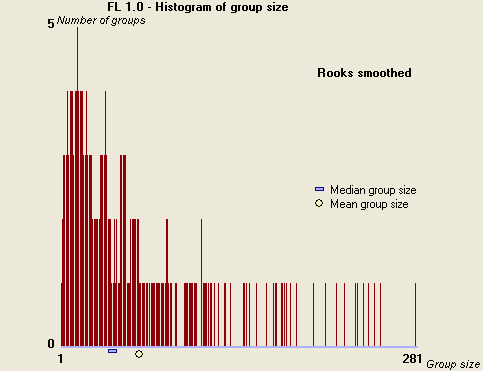
Histogramme des colonies par taille en Normandie (source : Debout, 2003)

Comme chez la plupart des corvidés, le comportement pionnier est très développé chez Corvus frugilegus. Les comportements associés, souvent observés pour les oiseaux de compagnie (sous forme de récits anecdotiques) passent pour une forme d’intelligence instrumentale : ainsi le zoologue suisse Glutz von Blotzheim signale par exemple le comportement d'un jeune freux qui parvint à reboucher l'un des six trous d'évacuation de sa cage si bien qu'il créa une retenue d'eau pour s'y baigner. Ces tentatives d'exploration ont plutôt lieu pendant les journées chaudes et sèches que l'hiver ou par temps de pluie. Certains individus savent jeter des cailloux dans un tube étroit pour faire monter le niveau de l'eau, pour manger de la nourriture qui leur était inaccessible. Une étude menée par des chercheurs britanniques en 2009 a mis en évidence, chez des freux qu'on avait amenés au laboratoire, la faculté indiscutable d'utiliser un outillage rudimentaire : pour attraper une friandise à travers un tube en verre, les oiseaux se servaient de petits bâtons, et usaient de bâtons d'autant moins gros que le tube était fin. Ils recourbaient les extrémités de ces bâtonnets de façon à s'en faire des crochets. Mais on n'a jamais encore observé chez les sujets en liberté un comportement qu'on pourrait interpréter comme une instrumentalisation d'objet.
À la différence des corneilles, qu'on a vu briser les coquilles de noix en les faisant tomber d'une grande hauteur, le lâcher d'objets pour les briser n'a pas été observé chez les freux.

### Reproduction et couvée

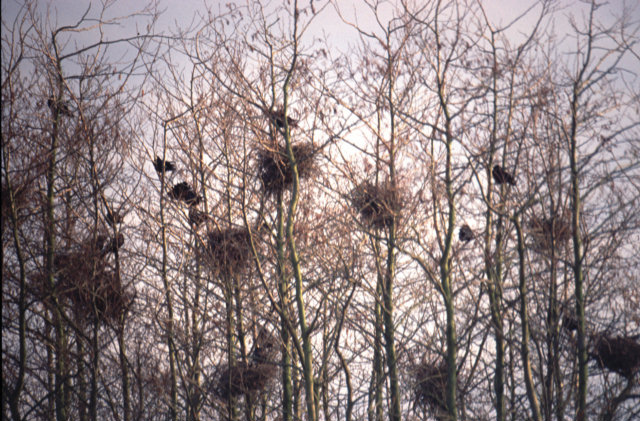
Espèce grégaire, le corbeau freux niche au printemps en colonies appelées corbeautières, comptant plusieurs dizaines à plusieurs centaines de nids.

Le corbeau freux est mûr sexuellement dès la fin de sa deuxième année ; les couples sont monogames persistants. La construction du nid commence au début du mois de mars, à la cime des feuillus en allées ou dans les champs. Les nids sont rapprochés les uns des autres, mais une interdistance d’au moins un mètre est généralement respectée. On trouve aussi parfois, mais exceptionnellement, des nids sous les toits, les ponts ou d’autres édifices et même au sol. Le nid, qui est construit par les deux parents, est un entrelacs compact de frêles brindilles recourbées, dont l’intérieur est couvert de mousse et différents autres matériaux. Le vol de tels matériaux entre couples d’une même colonie ou à l'extérieur de la colonie n'est pas rare. 

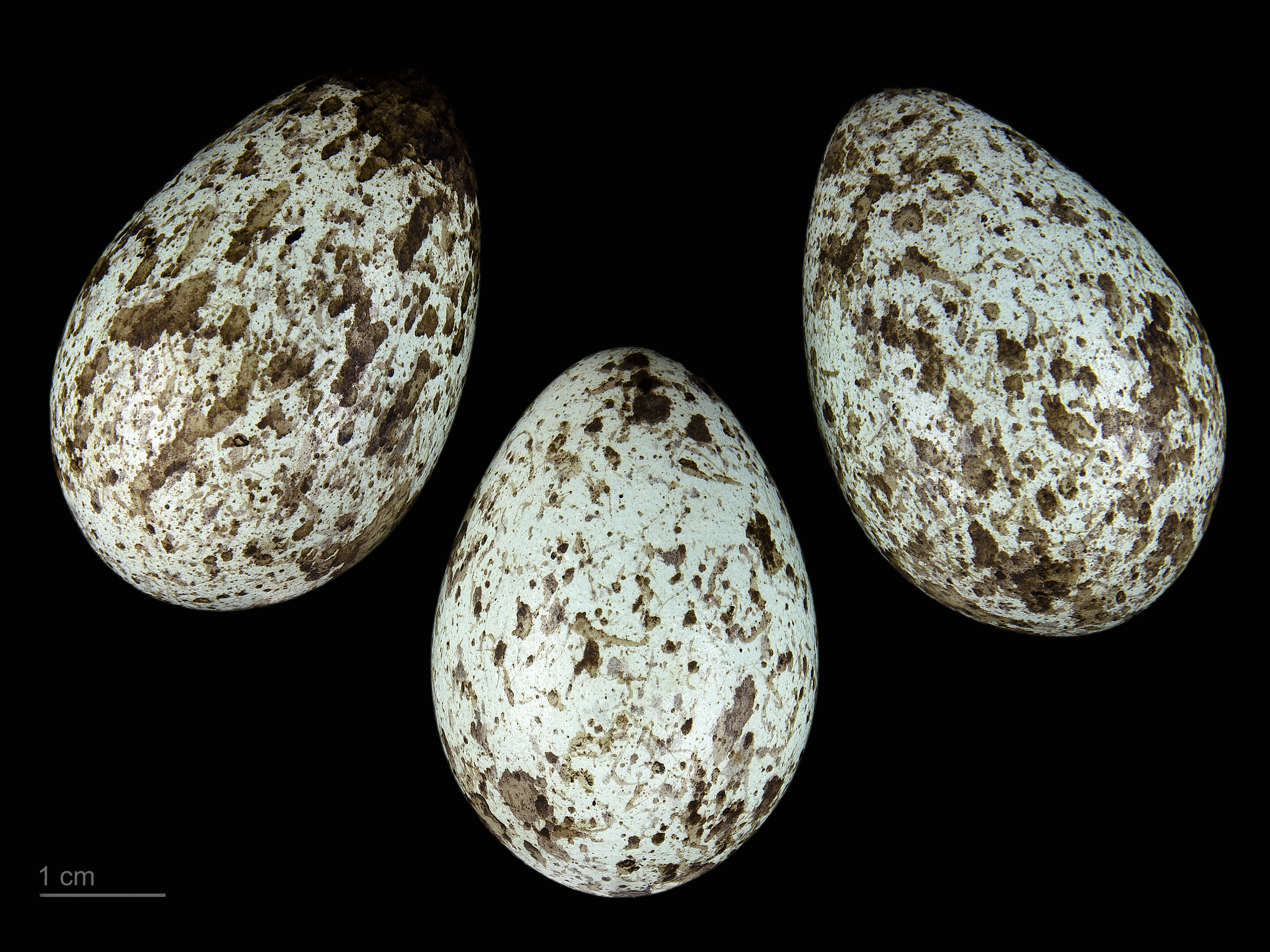
Corvus frugilegus, Collection Musée de Toulouse

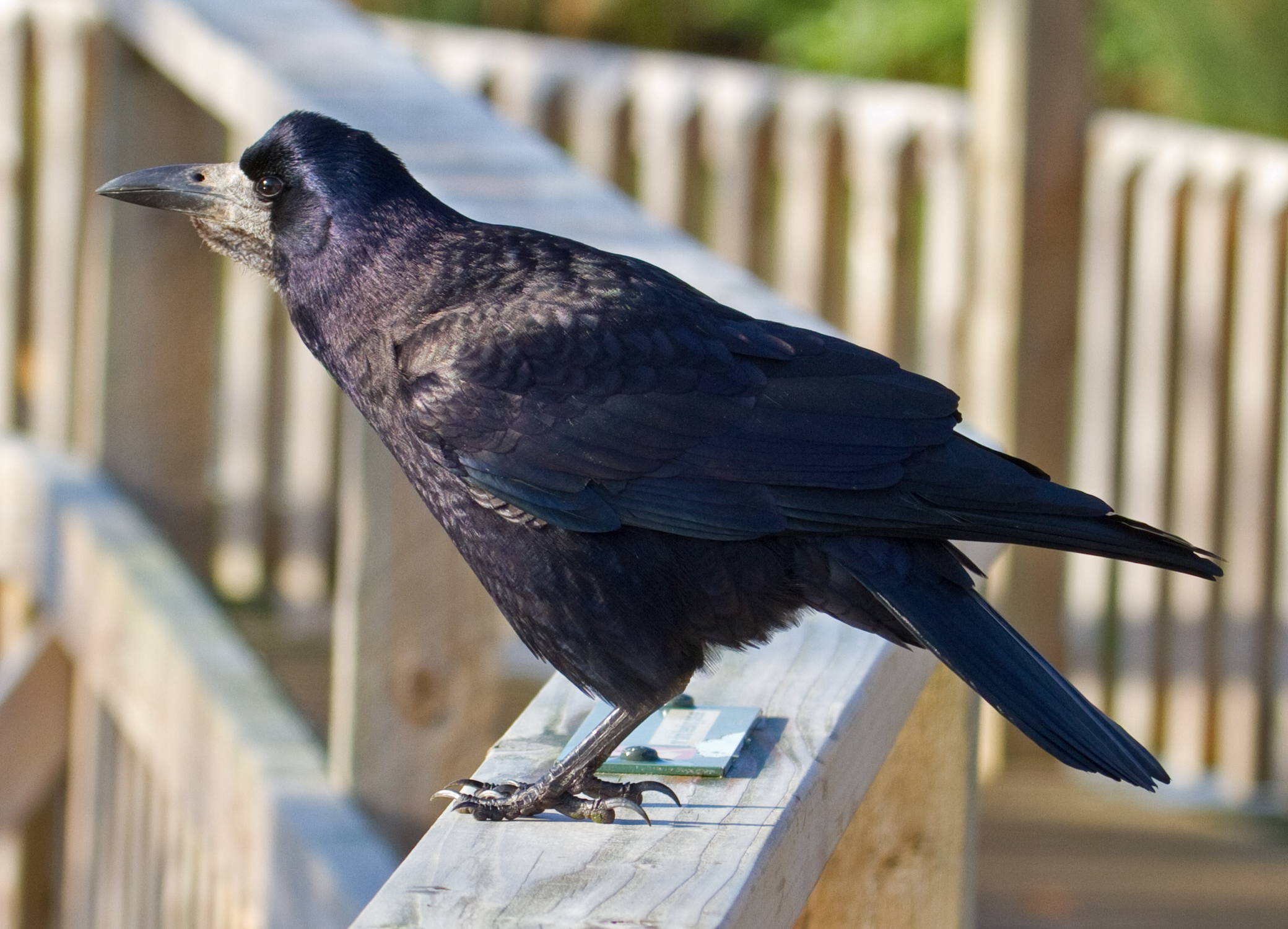
Le freux adulte est équipé à la base du bec d'une poche jugulaire qu'il emplit de graines ou d'insectes régurgités dans le gosier de sa progéniture ou de sa femelle.

La couvée consiste en trois à six œufs (et même parfois jusqu'à neuf), de couleur bleu-vert, insensiblement tachetés de sépia ou de gris. Elle sera couvée par la mère pendant 16 à 19 jours, tandis que le mâle se charge de la nourriture. Le parasitisme de couvée à l’intérieur de l’espèce intervient occasionnellement, mais on ignore si les parents parasites ont dans ce cas encore une couvée à charge. Le nid est occupé environ un mois. Dans les dix premiers jours, le mâle s’occupe exclusivement de la nourriture, puis les deux parents s’y mettent. Devenus autonomes, les oisillons restent encore quelque temps sous la surveillance de leurs parents, avant de rejoindre une colonie de jeunes et d'occuper un territoire le plus souvent attenant à leur lieu de naissance. C'est au sein des groupes de jeunes oiseaux que les couples se forment un an plus tard. Il n'y a qu’une couvée par an, et ce n'est qu’en cas de perte d'une couvée qu’aura lieu une deuxième, voire exceptionnellement une troisième couvée dans l’année.

## Répartition et habitat

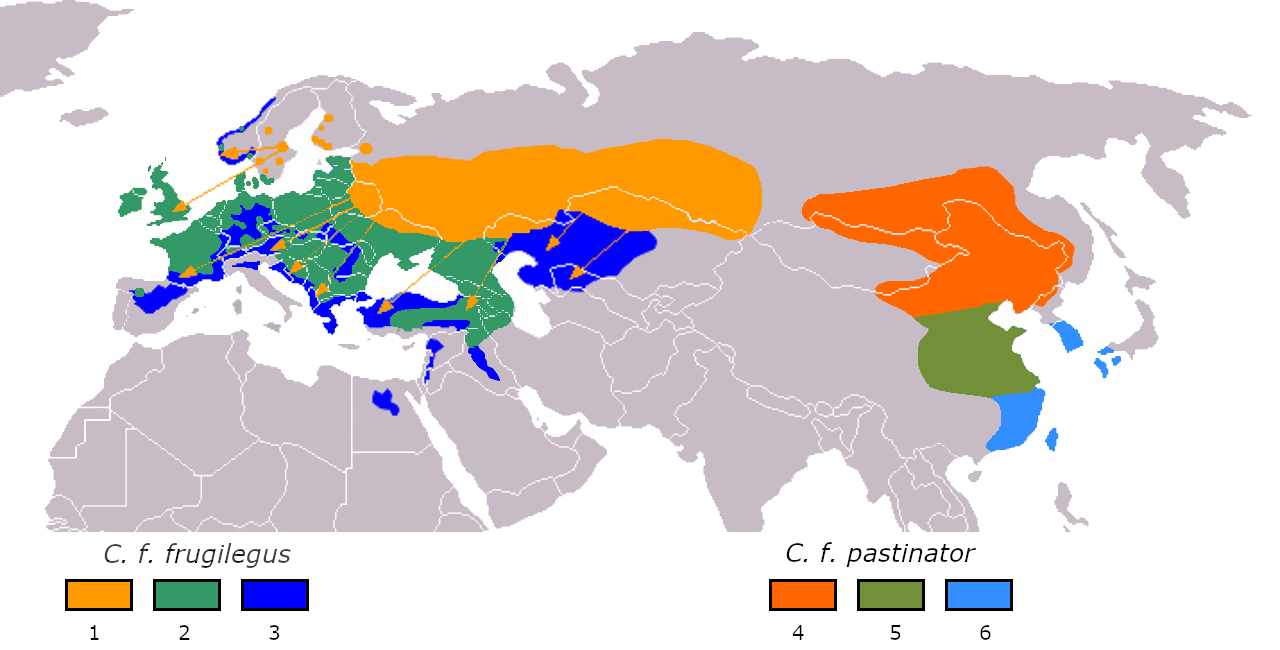

- habitat permanent ou partiellement migratoire
- zone d’hivernage
- source préférentielle de migration
- habitat de la sous-espèce C. f. pastinator
- habitat d’hiver de cette sous-espèce

### Répartition
Le corbeau freux prospère des îles Britanniques aux steppes du plateau de l’Altaï en passant par la France et le nord de l’Espagne. Il est absent de Suisse méridionale, d'une grande partie de l’Autriche et de l’Italie. Au nord, on les trouve au Danemark et en Suède méridionale ; au sud-est les côtes de la mer Noire et de la mer Caspienne. Pendant les mois d'hiver, ils gagnent en outre le long des côtes norvégienne jusqu'au cercle arctique, dans une grande partie des Balkans et de la Turquie. Le freux a été acclimaté avec succès en Nouvelle-Zélande, où il bénéficie même depuis des décennies du statut d'espèce protégée, bien que les populations continuent d'y être énergiquement décimées.

### Habitat
C. frugilegus fréquente le plus souvent les champs et prairies ouverts, parsemés d'arbres, de bosquets ou de petites forêts. Il est commun dans les régions aménagées pour l'agriculture. Il apprécie particulièrement les espaces verts, qui présentent des caractéristiques communes avec les terres agricoles. Il préfère les régions de plaine et de collines, et évite la montagne. La végétation ne doit pas être trop haute pour qu'il puisse y chercher sa nourriture en sécurité, bien qu'il adapte son comportement lorsque l'herbe a poussé. Il n'est pas farouche vis-à-vis de l’homme, et de nombreuses colonies de freux vivent et se reposent au voisinage immédiat des lotissements, souvent aussi dans les jardins publics des grandes villes, où leurs cris aigus et leurs excréments parsemant les trottoirs et carrosseries de véhicule sont ressentis comme une nuisance.
Le corbeau freux a investi les arbres des parcs et des espaces verts des villes. Plusieurs facteurs expliquent son repli vers les aires urbaines : la tempête de 1999 a détruit les bosquets où il nichait habituellement. Comme pour l'homme, la ville constitue pour le freux un lieu de ralliement pour passer la nuit en groupe, après une journée de recherche de nourriture dans les régions environnantes. D'autre part, les arbres des villes, notamment les platanes, sont parmi les arbres les plus hauts dans certaines régions, et sont protégés du vent et du froid par les bâtiments environnants.
L'abattage des arbres en bord de route le pousse à gagner les cités.
Dans certaines métropoles d'Europe, les corbeaux freux ont formé des colonies hivernales d'une taille impressionnante (comme à Vienne avec environ 250 000 individus). Les freux des villes ont un comportement particulier, adapté à la proximité de l’homme : la distance de vol à proximité des passants descend à moins d'un mètre, et l'abondance relative de nourriture diminue nettement la durée de la période d'activité. À l'instar de la mouette rieuse, plusieurs colonies d'hivernage s'installent à proximité des dépôts d'ordures et des déchèteries. Les jets de nourriture par l'homme ont aussi contribué au développement de ces énormes concentrations d'oiseaux ; à cet égard, le freux s'avère volontiers casanier : on a pu suivre des individus qui revenaient tous les ans dans la même arrière-cour ou le même coin de jardin public.
Les habitants se plaignent de son croassement strident, des poubelles crevées, des déjections corrosives sur les carrosseries.
Pour limiter le nombre d’individus, les villes ont plusieurs stratégies :
- effarouchement par rayon laser (ou haut-parleur) ;
- taille automnale des grands arbres ;
- destruction des nids.

### Migrations
Le corbeau freux se comporte aussi bien comme un oiseau migrateur que comme un sédentaire. On a observé que le nombre d'individus qui sont des migrateurs obligés augmente en allant de l’ouest à l’est. Ainsi les freux d'Europe de l'Ouest migrent ordinairement peu. Les populations d'Europe centrale migrent l'hiver à 60 % vers des régions plus hospitalières, mais la portée de leur migration n'excède généralement pas 1 000 km. En Russie d’Europe et dans toutes les autres régions situées au-delà, tous les freux migrent à une distance comprise entre 1 000 et 3 000 km. Les directions prises sont essentiellement l'ouest et le sud-ouest, éventuellement le nord-nord-ouest, quoique certaines colonies optent pour le sud et le sud-est, où elles vont tâcher de gagner les Balkans via la Grèce, et l'Asie Mineure jusqu'en Syrie et en Irak. Des freux migrent aussi régulièrement vers les îles Féroé et l’Islande. La plupart des individus restent dans la zone de reproduction jusqu'en septembre/mi-octobre puis rejoignent la migration, qui est entrecoupée de nombreuses haltes. La migration se fait par grandes colonies, mais sans cohérence, de petits groupes semblant se détacher parfois de la colonie. Les individus âgés donnent dès le mois de février le signal de la migration, qui est généralement terminée dans les premières semaines de mars. Relativement à ces migrations, les freux ont la faculté d'user d'un « vol adapté » aux intempéries, qui leur permet en principe de migrer dans n'importe quelle direction.

## Interactions avec les activités humaines

### Dégâts sur les cultures
Le corbeau freux passe pour un fléau des cultures, du fait de sa propension à s'alimenter au printemps de graines semées ou de plantules en germination. Les cultures précoces ou tardives sont plus particulièrement menacées, surtout les céréales à rotations multiples comme le maïs. Les freux raffolent des graines en germination : pour se procurer le germe, ils extirpent le plus souvent les pousses hors du sol par rangées entières. 
Souvent considérés par les autorités comme des prédateurs nuisibles capables de menacer les populations de certaines espèces d'oiseaux sauvages ou domestiques, les Corbeaux freux sont l'objet de campagnes d'élimination (par tirs, piégeage). Pourtant, l'effet de la prédation de ces corvidés sur leurs proies potentielles est globalement limité.
A l'inverse, le régime alimentaire du freux et des corneilles étant largement tourné vers de gros insectes comme les vers blancs (larves de hannetons) et d'autres ravageurs des cultures, avant l'avènement de l'agrochimie ils étaient souvent considérés comme utiles aux cultures et l'inconséquence de leurs détracteurs et de leurs destructeurs était alors dénoncée, notamment dans la presse cynégétique. 
L’effectif de cette espèce dépend depuis des millénaires, pour le meilleur et pour le pire, de l’action de l’homme. Par la conversion de terres vierges à l’agriculture, l’homme a jeté les bases de l’expansion et de la prolifération du freux ; par la chasse, la concurrence alimentaire et la reconfiguration des paysages, il en a limité les populations et l’a même localement réellement mis en danger.

### Tendance actuelle
Ce n'est que récemment qu'une certaine prise de conscience s'est instaurée (le Corbeau freux était déclaré « Oiseau de l'année 1986 » en Allemagne), favorable à la présence de cette espèce indigène. Globalement, on constate une légère augmentation des populations de corbeaux freux en Europe de l'Ouest, comme en témoigne par exemple la reconquête du Jura suisse dans les années 1960. Même les colonisations épisodiques comme celles d'Autriche orientale, semblent donner naissance à des populations sédentaires. Si pour toute l'Europe, l'espèce est classée S (pour secure, « pérenne »), en Autriche, en Suisse et en République tchèque le Corbeau freux reste sur la Liste rouge de l'UICN. Grâce à sa stratégie de migrer par colonies, l'espèce a pu survivre ; c'est ainsi qu'en Bade-Wurtemberg par exemple, les mesures de lutte contre les nuisances sont en cours de réévaluation. La population de corbeaux freux en Europe est aujourd'hui estimée à 10 millions de couples.

### Quelques solutions
Pour remédier indirectement à ces déprédations, on évite de trop avancer la culture en saison. Des semis à 8 cm de profondeur (au lieu des 2-4 cm usuels) et la rotation des cultures font obstacle à l'arrachage des pousses, tout en assurant une moisson optimale et un rendement correct des récoltes. On enduit aussi parfois les semences d'un liquide au gout désagréable pour le freux, ce qui réduit les ravages. Des appâts périphériques et des haut-parleurs émettant des cris d'alarme permettent aussi de tenir les freux à l'écart d'un champ plusieurs jours de suite ; quant aux épouvantails, ils ne font pas illusion longtemps. La pose de grands bandeaux de couleur vive ou l'exposition de cadavres de corbeaux est sévèrement réglementée en Allemagne.

## Étymologie

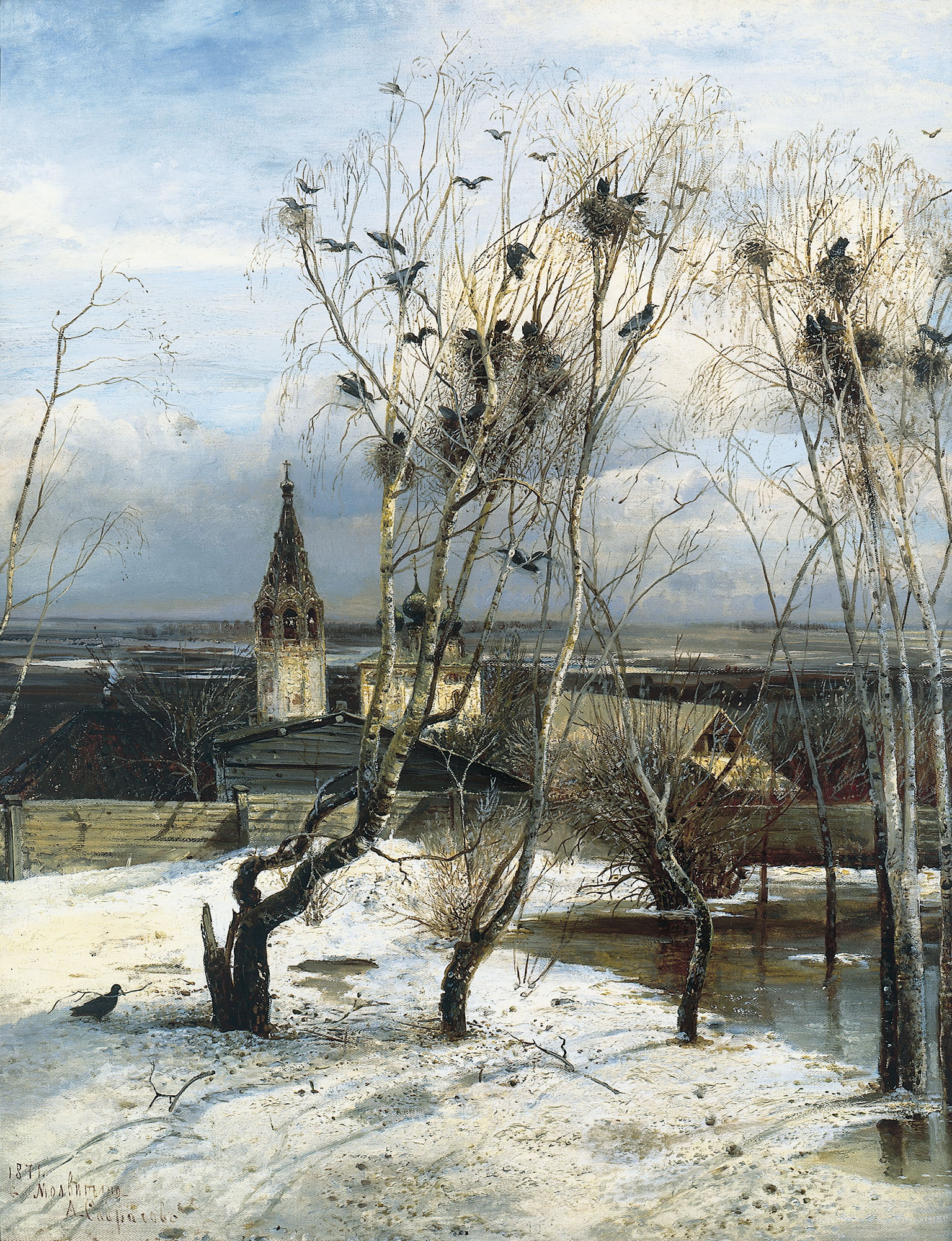
Les freux sont de retour, œuvre de Savrassov (1871).

Le mot latin corvus désignant le genre « corbeau » renvoie en fait au nom latin de la corneille. L’adjectif latin frugilegus, formé sur frux, frugis (f.) « fruit » et sur le verbe legĕre « assembler, cueillir » apparaît chez Ovide (Métamorphoses 7, 624) pour qualifier les industrieuses fourmis. Ainsi on peut traduire le nom scientifique du freux par « corneille cueilleuse de fruits ». L'adjectif pastinator de la sous-espèce orientale C. frugilegus pastinator signifie littéralement « fléau des vignobles ».
Le mot freux (frox 1220, fru fin XIIIe siècle) est issu d'un vieux bas francique *hrôk de même sens, le groupe /hr/ initial étant régulièrement passé à /fr/ (cf. hrîm > frimas < ancien français frime). Il remonte au proto-germanique *khrokaz, ainsi que le vieux norrois hrókr et l'anglais rook, nom le plus usuel pour cette espèce dans cette langue. Il renvoie initialement par onomatopée à la transcription du croassement rauque de cet animal.